# Hafengebiet (Neuss)
Hafengebiet ist ein Stadtteil im Osten von Neuss und umfasst das Gebiet des Neusser Hafens. Auf einer Fläche von 4,64 km² leben hier gerade 173 Einwohner (Stand 31. Dezember 2021). Mit 37 Einwohnern pro km² ist es der am dünnsten besiedelte Stadtteil.